# Steven van Schaijck
Steven Wouter van Schaijck (Zeist, 14 maart 1948) is een Nederlands politicus van de VVD.
Zijn vader W.A. van Schaijck was burgemeester van Loenen en later Markelo. Steven van Schaijck heeft rechten gestudeerd aan de Rijksuniversiteit Utrecht en was beleidsmedewerker van de afdeling Algemene Zaken van de gemeente Raalte voor hij in september 1985 ook burgemeester werd en wel van de Zuid-Hollandse gemeente Strijen. In oktober 1993 volgde zijn benoeming tot burgemeester van Geldermalsen.
In april 2011 kondigde van Schaijck aan na drie ambtstermijnen per 16 oktober 2011 af te treden als burgemeester van Geldermalsen. Op 13 oktober 2011 nam Van Schaijck officieel afscheid, waarbij Clemens Cornielje, commissaris van de Koningin van Gelderland, hem meedeelde dat hij was benoemd tot Ridder in de Orde van Oranje-Nassau en hem de bijbehorende versierselen opspeldde.
Op 14 oktober 2011 werd bekend dat Marianne Kallen-Morren zijn functie overneemt als waarnemend burgemeester.